# Ender Inciarte
Ender David Inciarte Montiel (Maracaibo, 29 ottobre 1990) è un giocatore di baseball venezuelano, baseball per i New York Yankees della Major League Baseball.

## Carriera

### Arizona Diamondbacks

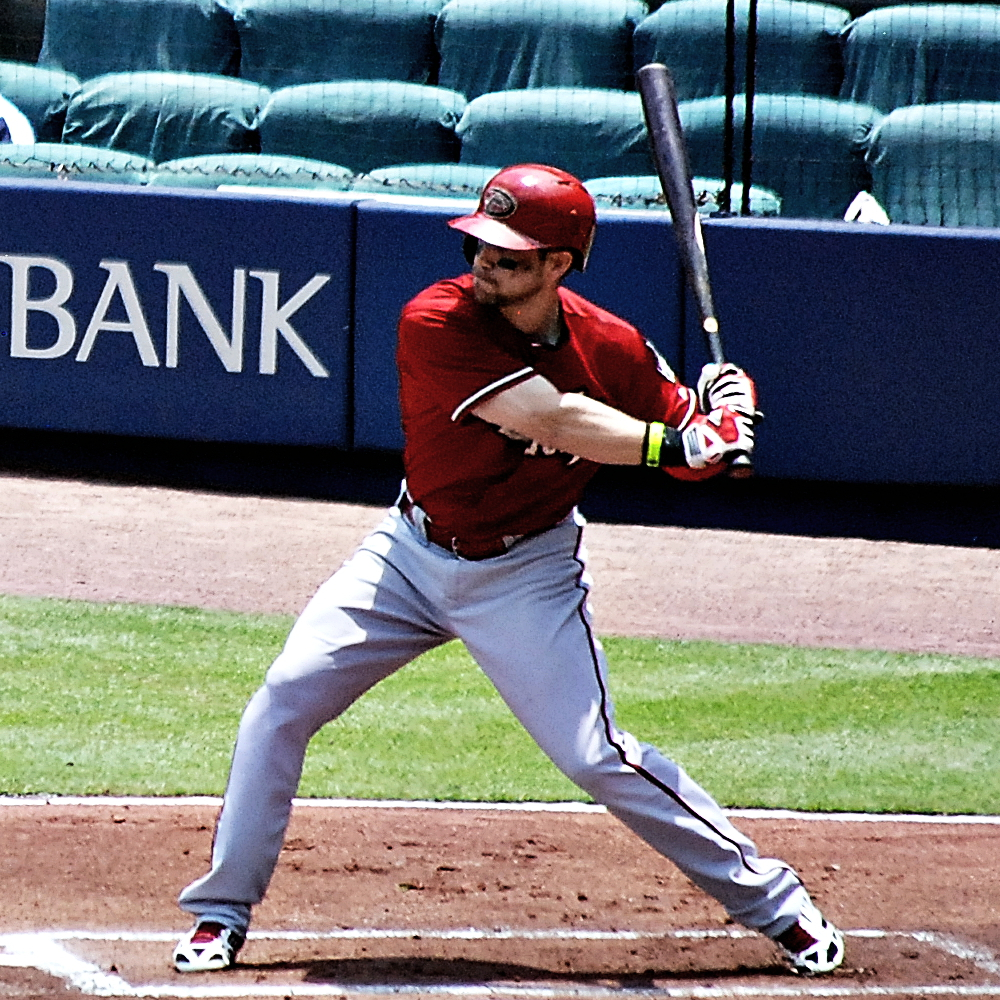
Inciarte nel 2014 con i D'backs

Inciarte firmò come free agent internazionale con gli Arizona Diamondbacks il 25 maggio 2008.
Debuttò nella MLB il 2 maggio 2014, al Petco Park di San Diego contro i San Diego Padres; facendo subito registrare una valida. Il primo fuoricampo lo batté contro gli Atlanta Braves il 2 luglio. Nella sua prima stagione completa, quella del 2015, ebbe una media battuta di. 303, con 21 basi rubate.

### Atlanta Braves
Il 9 dicembre 2015, i Diamondbacks scambiarono Inciarte, Dansby Swanson e Aaron Blair con gli Atlanta Braves per Shelby Miller e Gabe Speier.  Nella prima stagione con la nuova maglia vinse il Guanto d'oro per le sue prestazioni a livello difensivo e a fine anno firmò un rinnovo contrattuale di 5 anni per un valore di circa 30 milioni di dollari.
Il 22 maggio 2017, Inciarte disputò la sua prima gara con 5 valide nella vittoria sui San Diego Padres. Altre 5 le fece registrare il 4 giugno, oltre a 5 punti battuti a casa (RBI), contro i Cincinnati Reds. Il 2 luglio fu convocato per il primo All-Star Game della carriera. A fine anno vinse il suo secondo Guanto d'oro.
Il 24 luglio 2021, Inciarte venne designato per la riassegnazione dai Braves, che lo svincolarono dalla franchigia il 29 luglio successivo.

### Cincinnati Reds
Il 5 agosto 2021, Inciarte firmò un contratto di minor league con i Cincinnati Reds, che lo svincolarono il 28 agosto successivo.

### New York Yankees
Il 15 dicembre 2021, Inciarte firmò un contratto di minor league con i New York Yankees.

## Nazionale
Inciarte partecipò con la nazionale venezuelana al World Baseball Classic 2017.

## Palmarès
- Guanti d'oro: 3

2016, 2017, 2018
- MLB All-Star: 1

2017
- Fielding Bible Award: 1

2015